# Lancia Delta S4

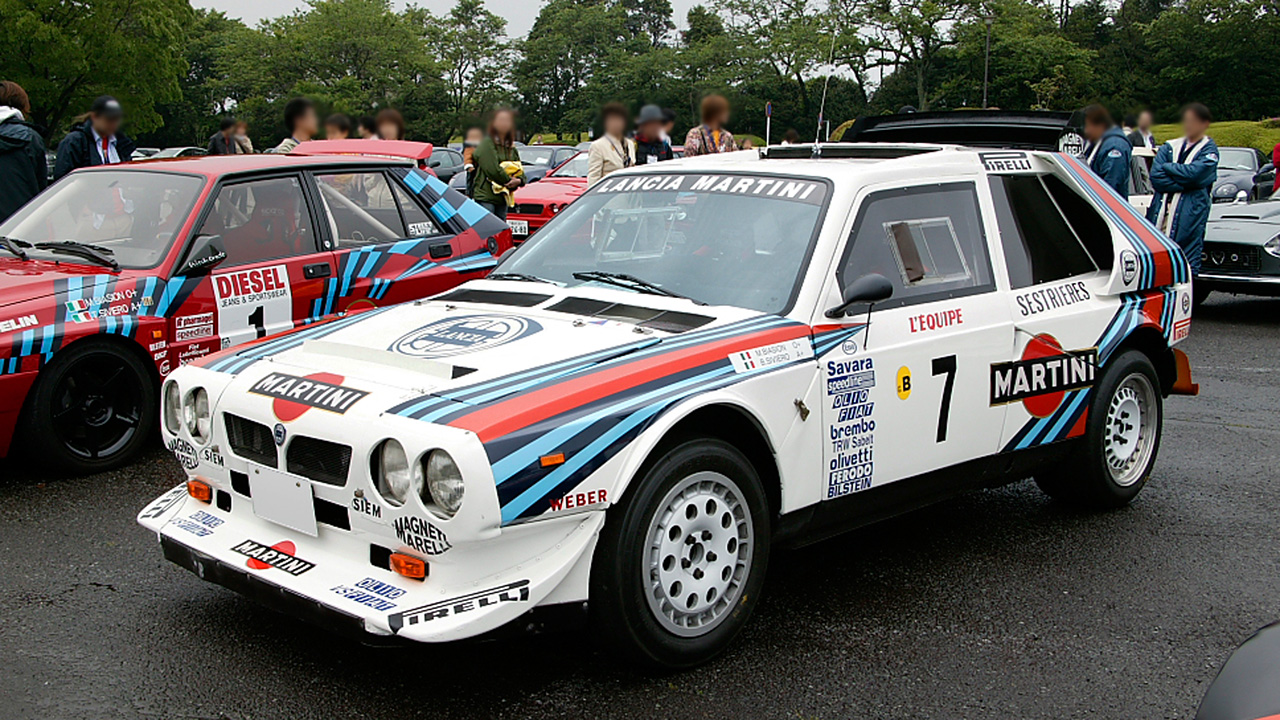
Delta S4 - przód nadwozia

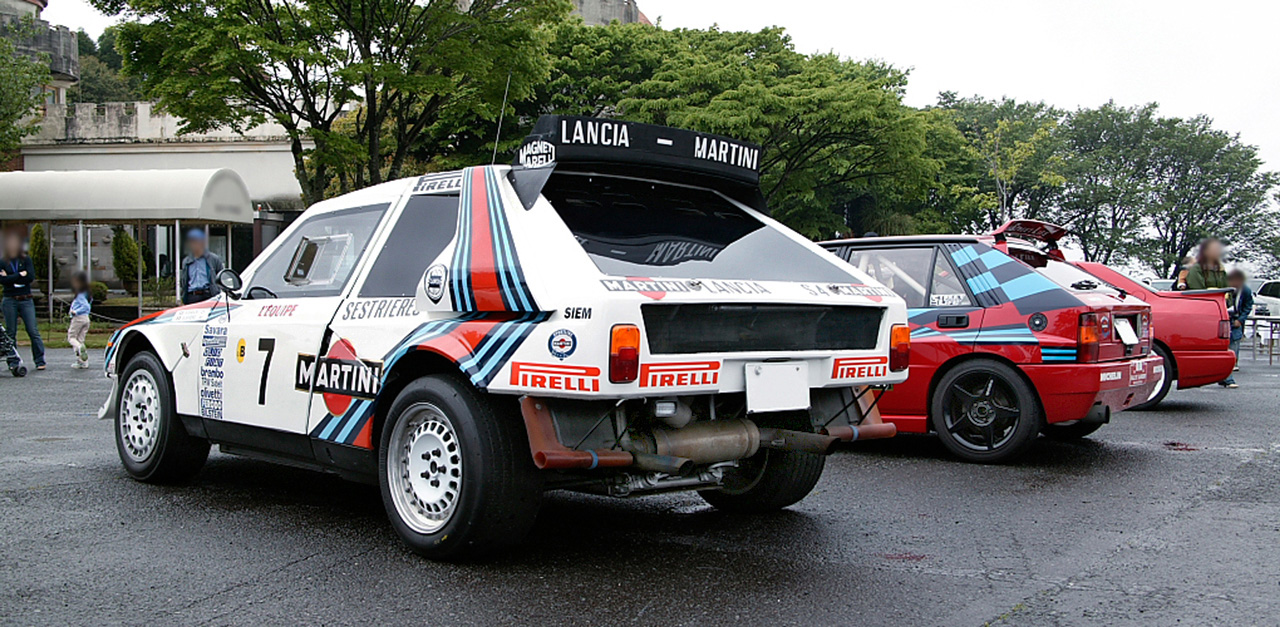
Delta S4 - tył nadwozia

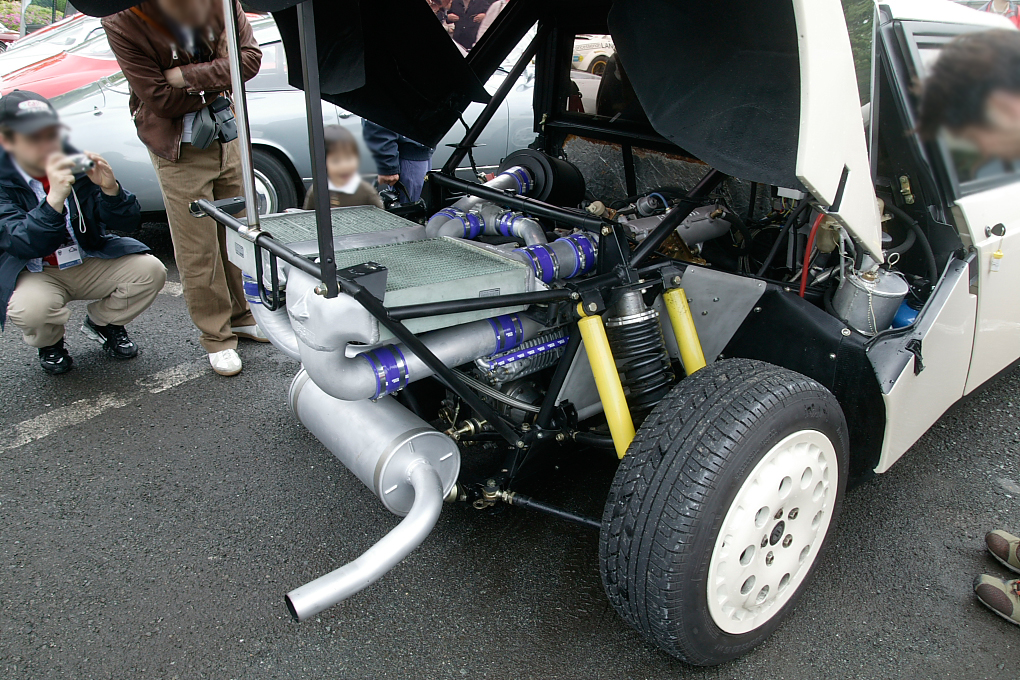
Delta S4 - silnik

Lancia Delta S4 – samochód rajdowy startujący w Grupie B Rajdowych Mistrzostw Świata w sezonach 1985 i 1986. Zastąpił on model 037 Monte Carlo. W samochodzie zastosowano napęd AWD i centralnie umieszczony silnik. Jednostka R4 o pojemności 1759 cm³ wyposażona została zarówno w doładowanie mechaniczne jak i turbodoładowanie.
Pod względem konstrukcyjnym Delta S4 miała niewiele wspólnego ze zwykłą Deltą, do drogowego modelu nawiązywała jedynie stylistyka nadwozia. W celu uzyskania homologacji Lancia wyprodukowała 200 drogowych S4 Stradale. Podobnie jak w przypadku wersji rajdowej, użyto do napędu silnika R4 1.8 zamontowanego centralnie, w tej specyfikacji generował on moc maksymalną 250 KM.
Samochód zadebiutował pod koniec sezonu 1985, startowali nim Markku Alen i Henri Toivonen. Toivonen zadebiutował Deltą S4 w Rajdzie Wielkiej Brytanii zajmując 1. miejsce, w następnym sezonie zwyciężył Rajd Monte Carlo. Toivonen zginął kierując S4 podczas Rajdu Korsyki 1986. Ten i wcześniejsze incydenty przesądziły o wydaniu przez FISA zakazu startów Grupy B.

## Dane techniczne (S4 Stradale)

### Silnik
Źródło:
- R4 1,8 l (1759 cm³), 4 zawory na cylinder, DOHC
- Montowany centralnie
- Doładowanie mechaniczne (sprężarka Abarth), turbosprężarka KKK K26, intercooler
- Układ zasilania: elektroniczny wtrysk paliwa
- Średnica cylindra × skok tłoka: 88,5 × 71,5 mm
- Stopień sprężania: 7,6:1
- Moc maksymalna: 250 KM (184,2 kW) przy 6750 obr./min
- Maksymalny moment obrotowy: 291,5 N•m przy 4500 obr./min

### Osiągi
Źródło:
- Przyspieszenie 0-100 km/h: 4,1 s
- Czas przejazdu pierwszego kilometra: 21,9 s
- Prędkość maksymalna: 225 km/h

## Dane techniczne (S4 Grupa B 1985r.)

### Silnik
źródło
- R4 1,8 l (1759 cm³), 4 zawory na cylinder, DOHC
- Montowany centralnie
- Doładowanie mechaniczne (sprężarka Volumex), turbosprężarka KKK
- Układ zasilania: Elektroniczny wtrysk paliwa I.A.W./Weber/Marelli
- Średnica cylindra × skok tłoka: 88,5 × 71,5 mm
- Stopień sprężania: 7,0:1
- Moc maksymalna: 558 KM (410 kW) przy 8000 obr./min - wersja z MŚ 1986 r.
- Maksymalny moment obrotowy: ok. 500 N•m przy 4500 obr./min

### Osiągi
źródło:
- Przyspieszenie 0-100 km/h: 2,5 s

### Nadwozie
- Rama: chromowo-molibdenowa, rurowa, spawana
- Nadwozie: włókno szklane, kevlar, 5-częściowe

### Napęd
- 4WD
- Sprzęgło wiskotyczne
- Dyferencjał centralny, na każdej osi samoblokujące się mechaniczne dyferencjały firmy ZF
- Skrzynia biegów: Manualna, 5-st.

### Zawieszenie
Niesymetryczne wahacze z amortyzatorami i sprężynami śrubowymi
- przód: kolumny MacPhersona
- tył: 2 amortyzatory oraz pojedyncza sprężyna pomiędzy nimi

### Hamulce
- firma Brembo

## Osiągnięcia
W 1986 r. w Portugalii podczas testów Lancia Delta S4 osiągnęła czas kwalifikujący do wyścigu F1 z szóstego miejsca.

### Starty w Rajdowych Mistrzostwach Świata
| Sezon | Zespół         | Kierowcy        | 1   | 2   | 3   | 4   | 5   | 6   | 7   | 8   | 9   | 10  | 11  | 12  | 13  | Miejsce | Punkty |
| ----- | -------------- | --------------- | --- | --- | --- | --- | --- | --- | --- | --- | --- | --- | --- | --- | --- | ------- | ------ |
| 1985  | Martini Racing |                 | MON | SWE | POR | KEN | FRA | GRE | NZL | ARG | FIN | ITA | CIV | GBR |     | 3       | 70     |
| 1985  | Martini Racing | Markku Alén     |     |     |     |     |     |     |     |     |     |     |     | 2   |     | 3       | 70     |
| 1985  | Martini Racing | Henri Toivonen  |     |     |     |     |     |     |     |     |     |     |     | 1   |     | 3       | 70     |
| 1986  | Martini Lancia |                 | MON | SWE | POR | KEN | FRA | GRE | NZL | ARG | FIN | ITA | CIV | GBR | USA | 2       | 122    |
| 1986  | Martini Lancia | Markku Alén     | NU  | 2   | NU  |     | NU  | NU  | 2   | 2   | 3   |     | 1   | 2   | 1   | 2       | 122    |
| 1986  | Martini Lancia | Henri Toivonen  | 1   | NU  | NU  |     | NU  |     |     |     |     |     |     |     |     | 2       | 122    |
| 1986  | Martini Lancia | Miki Biasion    | NU  |     | NU  |     | NU  | 2   | 3   | 1   |     |     | 3   |     |     | 2       | 122    |
| 1986  | Martini Lancia | Mikael Ericsson |     |     |     |     |     | NU  | 4   |     | 5   |     |     | NU  |     | 2       | 122    |
| 1986  | Martini Lancia | Jorge Recalde   |     |     |     |     |     |     |     | 4   |     |     |     |     |     | 2       | 122    |
| 1986  | Martini Lancia | Kalle Grundel   |     |     |     |     |     |     |     |     | 6   |     |     |     |     | 2       | 122    |
| 1986  | Martini Lancia | Dario Cerrato   |     |     |     |     |     |     |     |     |     |     | 2   |     |     | 2       | 122    |

Uwagi:
- Wyniki Rajdu Włoch 1986 zostały anulowane, nie wliczały się one do ogólnej klasyfikacji.